# ブダペスト - ウーイサース - ソルノク線
ブダペスト - ウーイサース - ソルノク線（ハンガリー語: Budapest–Újszász–Szolnok-vasútvonal）は、ハンガリー国鉄の鉄道線の名称である。路線番号は120a。120号線のブダペスト近郊区間に相当し、ハンガリーとルーマニアを結ぶ役割を担っている。

## 運行形態[1]

### 特急(IC)
下記2系統に分かれる。
- ブダペスト東駅 - ソルノク - レーケシュハーザ - アラド - ティミショアラ/ブラショフ/ブカレスト
1時間に1本の運行。
2020年以前は、一日6.5往復を除き、大部分が特急(Gy)として運行していた。2021年度より特急(IC)に格上げされ、2022年度より1時間に1本まで増発された。

- ブダペスト東駅 - ソルノク - クルジ・ナポカ - ブラショフ
一日2往復の運行。ソルノク以東は100号線に直通する。
2018年以前は一日3往復運行していた。

### 特急(EC)
- ウィーン - ブダペスト東駅 - ソルノク - クルジナポカ/サトゥマレ/キエフ
一日2往復の運行。ブダペスト以西は1号線に、ソルノク以東は100号線に直通する。
2018年以前は一日1往復運行していた。

### 特急(Gy)
- ダキア・コルヴィン号：　ウィーン - ブダペスト東駅 - ソルノク - ブカレスト/クルジナポカ
一日1往復の運行。ブカレスト発着の車両がダキア号と、クルジナポカ発着の車両がコルヴィン号。
過去の運行形態
2018,19,21,22年度は、中距離普通として運行していた。
2021年度以前はダキア号単独で運行していた。
2022年度より、コルヴィン号の連結を開始した。当初、コルヴィン号はソルノク以南で100号線に直通していた。
2023年度より、コルヴィン号もダキア号と併結したままルーマニア方面に向かう様になった。

### 区間特急(S)
- ベーケーシュ号：　ブダペスト東駅 → ベーケーシュチャバ
一日片道1本の運行。
2024年6月のダイヤ改正で、特急(IC)から格下げとなった。

### 中距離普通(Sz)
- レーケシュハーザ → ブダペスト東駅
一日あたり、片道1本のみの運行。ウーイサースとナジカータにも停車する。
2017年以前は特急(Gy)として運行していた。

### 特別快速(Z60)
ブダペスト東駅 - ソルノク間に、1時間に1本の運行。スュイシャープ以南はほぼ各駅に停車し、ローカル輸送を担っている。

### 快速(G60)
早朝はソルノク→ブダペスト方面に20分間隔で（休日は40分間隔）、午後はブダペスト→ソルノク方面の1時間に1本（平日のみ）運行される。
2022年度以前は、午後の南行のうち全便がメンデに停車し、大半がジェムレーを通過、またターピオーセントマールトンを通過する列車も一部設定があった。2023年度以前は、早朝の休日北行が60分間隔であった。

### 快速(IR)
- ヴィトルラーシュ号：　フォニョード - ケーバーニャ上駅 - ソルノク　【夏季の休日運行】
夏季の休日のみ、一日1往復の運行。ケーバーニャ以北は短絡線・1号線経由で120号線に直通する。途中、ナジカータ以北の各駅と、ウーイサースに停車する。
2022年に運行を開始した。当初は快速(Ex)の種別であったが、2023年より快速(IR)に種別変更となった。2022年度はラーコシュケルト、マグロード、プスタセンティヴァーンを通過していた。

### 普通(S60)
主に、ブダペスト東駅 - スュイシャープ間に、1時間に2本の運行。スュイシャープ - ソルノク間は、早朝・深夜限定の運行。なお、アボニ・ウートは全列車が通過し、代わりに86号線直通列車が停車する。
2019年以前は、深夜のナジカータ行1本もアボニ・ウートに停車していた。2022年度以前は休日の本数が少なく、1時間に1本の運行であった他、早朝の南行1本に限りアボニ・ウートに停車していた。

## 駅一覧
以下では、ハンガリー国鉄120号線の駅と営業キロ、停車列車、接続路線などを一覧表で示す。
- 種別
  - IC：特急「インターシティ」
  - EC：特急「ユーロシティ」
  - O：中距離快速
  - Z：特別快速
  - G：快速
  - S：普通

- 停車駅
  - ■印：全列車停車
  - ●印：大部分停車、一部通過
  - ○印：大部分通過、一部停車
  - ｜印：全列車通過

| 路線名 | 駅名                            | 駅間営業キロ | 累計営業キロ | IC | EC | Gy | S  | Sz | Z  | G  | S  | 接続路線 | 所在地                       | 所在地       |
| ------ | ------------------------------- | ------------ | ------------ | -- | -- | -- | -- | -- | -- | -- | -- | --- | ---------------------------- | ------------ |
| 120    | ブダペスト東駅                  |              | 0            | ■  | ■  | ■  | ■  | ■  | ■  | ■  | ■  | 1号線（ミュンヘン方面）、40号線（ペーチ方面） ブダペスト地下鉄2号線（南駅方面、エルシュヴェゼール広場方面） ブダペスト地下鉄4号線（ケレンフェルド方面） | ブダペスト市                 | ブダペスト市 |
| 120    | ケーバーニャ上駅                | 5            | 5            | ｜ | ｜ | ｜ | ｜ | ｜ | ■  | ■  | ■  | 70号線（ソブ方面 *1） | ブダペスト市                 | ブダペスト市 |
| 120    | ラーコシュ駅                    | 3            | 8            | ｜ | ｜ | ｜ | ｜ | ｜ | ■  | ■  | ■  | 2号線（ピリシュチャバ方面）、80号線（ミシュコルツ方面）                                                                                                 | ブダペスト市                 | ブダペスト市 |
| 120    | ラーコシュヘジ駅                | 6            | 14           | ｜ | ｜ | ｜ | ｜ | ｜ | ｜ | ▼∧ | ■  | | ブダペスト市                 | ブダペスト市 |
| 120    | ラーコシュケルト駅              | 4            | 18           | ｜ | ｜ | ｜ | ｜ | ｜ | ｜ | ｜ | ■  | | ブダペスト市                 | ブダペスト市 |
| 120    | エチェル駅                      | 2            | 20           | ｜ | ｜ | ｜ | ｜ | ｜ | ｜ | ｜ | ■  | | ペシュト県                   | モノル郡     |
| 120    | マグロード駅                    | 3            | 23           | ｜ | ｜ | ｜ | ｜ | ｜ | ｜ | ｜ | ■  | | ペシュト県                   | モノル郡     |
| 120    | マグローディ・ニャラロー駅      | 2            | 25           | ｜ | ｜ | ｜ | ｜ | ｜ | ｜ | ｜ | ■  | | ペシュト県                   | モノル郡     |
| 120    | ジェムレー駅                    | 2            | 27           | ｜ | ｜ | ｜ | ｜ | ｜ | ｜ | ■  | ■  | | ペシュト県                   | モノル郡     |
| 120    | メンデ駅                        | 3            | 30           | ｜ | ｜ | ｜ | ｜ | ｜ | ｜ | ｜ | ■  | | ペシュト県                   | ナジカータ郡 |
| 120    | プスタセンティストヴァーン駅    | 3            | 33           | ｜ | ｜ | ｜ | ｜ | ｜ | ｜ | ｜ | ■  | | ペシュト県                   | ナジカータ郡 |
| 120    | スュイシャープ駅                | 5            | 38           | ｜ | ｜ | ｜ | ｜ | ｜ | ■  | ■  | ■  | | ペシュト県                   | ナジカータ郡 |
| 120    | セーレーシュニャラロー駅        | 2            | 40           | ｜ | ｜ | ｜ | ｜ | ｜ | ■  | ■  | ■  | | ペシュト県                   | ナジカータ郡 |
| 120    | ターピオーセチェー駅            | 5            | 45           | ｜ | ｜ | ｜ | ｜ | ｜ | ■  | ■  | ■  | | ペシュト県                   | ナジカータ郡 |
| 120    | セントマールトンカータ駅        | 5            | 50           | ｜ | ｜ | ｜ | ｜ | ｜ | ■  | ■  | ■  | | ペシュト県                   | ナジカータ郡 |
| 120    | ナジカータ駅                    | 5            | 55           | ｜ | ｜ | ｜ | ｜ | ■  | ■  | ■  | ■  | | ペシュト県                   | ナジカータ郡 |
| 120    | ターピオーセントマールトン駅    | 6            | 61           | ｜ | ｜ | ｜ | ｜ | ｜ | ■  | ■  | ■  | | ペシュト県                   | ナジカータ郡 |
| 120    | ファルモシュ駅                  | 4            | 65           | ｜ | ｜ | ｜ | ｜ | ｜ | ■  | ■  | ■  | | ペシュト県                   | ナジカータ郡 |
| 120    | ターピオーセレ駅                | 3            | 68           | ｜ | ｜ | ｜ | ｜ | ｜ | ■  | ■  | ■  | | ペシュト県                   | ナジカータ郡 |
| 120    | ターピオージェルジェ駅          | 6            | 74           | ｜ | ｜ | ｜ | ｜ | ｜ | ■  | ■  | ■  | | ペシュト県                   | ナジカータ郡 |
| 120    | ウーイサース駅                  | 10           | 84           | ｜ | ｜ | ｜ | ｜ | ■  | ■  | ■  | ■  | 82号線（ハトヴァン方面）、86号線（ヤーサパーティ方面）                                                                                                  | ヤース・ナジクン・ソルノク県 | ソルノク郡   |
| 120    | ザジヴァレーカシュ駅            | 5            | 89           | ｜ | ｜ | ｜ | ｜ | ｜ | ■  | ■  | ■  | | ヤース・ナジクン・ソルノク県 | ソルノク郡   |
| 120    | アボニ・ウート駅(全列車通過 *2) |              | (94)         | ｜ | ｜ | ｜ | ｜ | ｜ | ｜ | ｜ | ｜ | | ヤース・ナジクン・ソルノク県 | ソルノク郡   |
| 120    | ソルノク駅                      | 11           | 100          | ■  | ■  | ■  | ■  | ■  | ■  | ■  | ■  | ブラショフ方面 100号線（ツェグレード方面、ニーレジハーザ方面） 130号線（センテシュ方面）、145号線（ケチケメート方面）                                   | ヤース・ナジクン・ソルノク県 | ソルノク郡   |

(*1): 70号線の列車は、全列車ケーバーニャ上駅を通過。定期列車で、直接乗換えることはできない。
(*2): 86号線の列車のみが停車する。